# Монтанье-наскапи (язык)
Монтанье́-наска́пи (другие названия: инну, инну-аймун) — язык канадских индейцев инну, принадлежащий алгонкинской подсемье алгской семьи языков.

## Генеалогическая и ареальная информация
Монтанье-наскапи относится к алгской семье, алгонкинской подсемье, центральной подветви, группе монтанье-наскапи. Распространён в провинции Квебек и на полуострове Лабрадор (провинция Ньюфаундленд и Лабрадор).
Само выделение этого языка осложнено рядом обстоятельств. Многие исследователи, говоря о подветви кри-монтанье-наскапи, используют термин диалектного континуума. Это связано с наличием разных диалектов внутри каждого языка этой группы, близостью и взаимным влиянием этих языков.
Внутри монтанье и наскапи существует некоторое диалектное членение, однако в классифицировании лингвисты не могут прийти к единому мнению. С точки зрения Летнего института лингвистики, выводы коего основаны на фонологии, существует два или три диалекта монтанье (западный, восточный и, возможно, выделенный из западного, центральный) и два диалекта наскапи (по двум общинам: Kawawachikamach — западный, и Natuashish — восточный (другое название — Mushuau Innu Aimun)).
Народы монтанье и наскапи считают себя единым племенем под названием инну («человек»). По одной из гипотез, это разделение на племена было привнесено европейцами, тогда как сами индейцы всегда считали себя двумя общинами в рамках одного народа. Из другого самоназвания кебек, вероятно, произошло название провинции Квебек, на территории которого проживают ныне эти общины.
Название «монтанье» дали этой группе французские миссионеры — возможно, одним из первых его употребил иезуит Поль Лежен, довольно внимательно изучавший эти общины в XVII веке. Слово происходит от французского montagnais, что значит «горные», «горцы». Слово наскапи, по гипотезе начала XX века, означает на языке монтанье «грубые», «нецивилизованные» или «плохо одетые».

## Социолингвистическая информация
Согласно переписи населения, число носителей языка с 2001 по 2006 года выросло с 10 470 (8800 в провинции Квебек, 1560 в провинции Ньюфаундленд и Лабрадор, 10 в провинции Саскачеван) до 11 815 человек. Язык монтанье-наскапи является основным в общинах. Правительство Канады проявляет интерес к языкам аборигенов: ведётся политика поддержки малых народов, исследуется их культура. Язык преподаётся в школах в качестве второго. В то же время государственными языками Канады являются английский и французский, что служит причиной для отказа молодого поколения изучать язык их предков. По некоторым сведениям, жители центральной и северной части полуострова не говорят на официальных языках, общаясь исключительно на монтанье-наскапи.
В основе большинства алфавитов лежит латиница (или французский алфавит, при учёте циркумфлекса, который иногда используется для отражения долготы гласного), в западном наскапи используется канадское слоговое письмо, заимствованное из кри с некоторыми вариациями.

## Фонетическая система
Поскольку лучше всего изучены именно фонологические диалектные отличия, составление единых консонантной и вокалической систем представляет определённую трудность. В таблице в скобках даны фонемы, чьё существование в языке нуждается в комментарии, данном ниже.

### Согласные
|                | билабиальные | альвеолярные | палатально-альвеолярные | велярные | глоттальные |
| взрывные       | p            | t            |                         | k        |             |
| глухие щелевые |              | s            | sh                      |          | (h)         |
| назальные      | m            | n            |                         |          |             |
| латеральные    |              | (l)          |                         |          |             |
| аппроксиманты  |              | (r)          |                         |          |             |

Звук [l] имеется только в центральном монтанье, на этом месте в восточных диалектах употребляется [n]. В этом причина иногда встречающегося различного написания самоназвания племени: илну или инну. Звук [h] есть только в некоторых восточных диалектах.

### Гласные
| подъём\ряд | передний | средний | задний |
| ---------- | -------- | ------- | ------ |
| верхний    | i        |         | u      |
| средний    | e        |         |        |
| нижний     |          | a       |        |

Имеются также полугласные w и y, однако носители языка не отделяют их от звуков, записанных буквами u и i. Долгота может передаваться как циркумфлексом, так и удвоением буквы (ii, î; aa, â; uu, û). Звук е всегда долгий, поэтому не выделяется долготой.
Среди тенденций современного языка можно назвать опущение начальных гласных, использование звука [h] там, где старшая норма требует [sh], озвончение глухих согласных.

## Типологическая характеристика
Как и в других алгонкинских языках, тип выражения грамматических значений в монтанье-наскапи полисинтетический, то есть грамматические значения выражаются с помощью отдельных аффиксов, что актуально и для глаголов, и для имен. По характеру границы между морфемами язык агглютинативный, как видно из следующих примеров, где можно провести отчётливую границу между корнем и аффиксами:
- Nipâ! «Спи!»;
- nipâ-w «он спит»;
- nipâ-pan «он спал»;
- chî-nipâ-w «он может спать»;
- wî-nipa-w «он хочет спать»;
- shîshîp «утка», shîshîp-îss «уточка, утёнок» (îss — уменьшительный суффикс).

Алгонкинским языкам свойственен вершинный тип маркирования как в именной группе, так и в предикации. В синтаксической группе посессор инкорпорирует соответствующий зависимому существительному местоименный аффикс. Например, Tshān ūtāuī-a отец Джона (букв. ‘Джон отец-его’). Аналогично в предикации маркируется вершина: Tshān uāpamepan Mānī-ua «Джон видел Мэри».
На основании ограниченного доступного корпуса текстов на монтанье-наскапи можно предположить, что в языке представлена активная ролевая кодировка, то есть одним способом маркируются агенсы переходного и непереходного глаголов и иначе — пациенс переходного глагола.
- Ni-tatusse-n «Я работаю».
- Ni-nipaa-n «Я сплю».
- Ni-uâpam-ân «Я вижу его».

Монтанье-наскапи относится к языкам без выраженного базового порядка слов, местоименные субъект и объект инкорпорируются в глагол. Субъект ясно выделяется при одушевленных непереходных глаголах (таких как «спать»; о классах глаголов пойдёт речь ниже), а показатели субъекта и объекта при переходных глаголах с одушевлённым дополнением совпадают. Чтобы отразить обратное отношение субъекта и объекта (агенса и пациенса), используется инверсивный маркер -ikw: ni-wāpam-āw «я вижу его», ni-wāpam-ikw «он видит меня» (подробнее см. ниже).

## Яркие особенности языка. Морфосинтаксические особенности

### Существительное
Категория рода (согласовательного класса)
Существительные в монтанье-наскапи различаются в этой категории по одушевлённости, причём не совсем так, как это интуитивно понимает носитель русского языка. Все неодушевлённые существительные обозначают неживые объекты, и почти все одушевлённые существительные обозначают объекты живой природы. Например, слово mishtikw, означающее «дерево», относится к одушевлённым, а то же слово со значением «палка» — к неодушевлённым. Во множественном числе одушевленные существительные имеют показатель -at(s), а неодушевлённые — -a, и это, вероятно, единственный точный способ определения класса существительного.
Обвиатив
Как и в других алгонкинских языках, в предложении каждый участник маркируется с точки зрения его значимости в контексте ситуации. В примере «Джон сказал Биллу покормить его собаку» в монтанье-наскапи Джон будет проксимативным участником (более выделенным), а Билл обвиативным (менее выделенным). В зависимости от значимости участника-посессора, зависимое дополнение будет оформлено разными показателями:
| одуш. доп. | Chān ashamew utem-a «Джон кормит свою собаку»            |
| одуш. доп. | Chān ashamew utem-inu «Джон кормит его (другого) собаку» |

| неодуш. доп. | Chān mishkam umashinaikan-ø «Джон находит свою (принадлежащую ему) книгу» |
| неодуш. доп. | Chān mishkuew umashinaikan-inu «Джон находит его (чью-то чужую) книгу»    |

В монтанье-наскапи сильнейшим образом развито словообразование существительных, они образуются из других существительных путём добавления одного корня из ограниченной группы корней (например, -āpiss «металл», -āpui «жидкость», -chiwāp «здание» (ср. русские слова «утко-нос», «долго-нос-ик»), nīpīsh «лист» — nīpīsh-āpui «чай»; shūniāw «деньги» — shūniāw-chiwāp «банк»). Также действует метод сложения корней существительных (ishkwew «женщина», mīchim «еда», ishkwew-mīchim «еда, которую едят только женщины»), глагола и существительного (nīpūw «она выходит замуж», akūp «верхняя одежда», nīpūw-akūp «подвенечное платье»); существительные получаются из глаголов путём аффиксации (tetapu «он сидит», tetap-wākan «стул»).

### Местоимения
В монтанье-наскапи во множественном числе есть два первых лица — так называемые эксклюзивное и инклюзивное — в зависимости от того, включается в это понятие говорящий и третье лицо/лица, но не собеседник (nīnān) или говорящий, собеседник и любое третье лицо/лица (chīnān).
Местоименный посессор инкорпорируется в существительное (nit-, chit-, ut- перед корнем, начинающимся на гласный, и ni-, chi-, u- перед корнем, начинающимся с согласного). Многие существительные — например, части тела и термины родства — не могут употребляться без показателя посессора. Формы аффиксов для таких существительных будут немного отличаться, так же как у всех остальных существительных: ni-, chi-, u- перед корнем, начинающимся с согласного, но n-, ch-, u- перед корнем, начинающимся с гласного.
Посессор в единственном числе маркируется в префиксе, во множественном — в префиксе и суффиксе. Если посессор неизвестен, употребляется показатель нейтрального посессора, префикс m(i)-.
|      | ед. ч.               | мн. ч.                                |
| ---- | -------------------- | ------------------------------------- |
| 1 л. | nit-uwan «мой мяч»   | nit-ūwān-nān//chit-ūwān-nān «наш мяч» |
| 2 л. | chit-ūwān «твой мяч» | chit-ūwān-wāw «ваш мяч»               |
| 3 л. | ut-ūwān «его мяч»    | ut-ūwān-wāw «их мяч»                  |

### Частицы
По одному из описаний, частицами считаются все неизменяемые лексические единицы, которые инкорпорируются в существительное или глагол, основные их значения — локативное, временное, количественное, образа действия, союзное, утвердительное и отрицательное. Наречное значение места указывается добавлением локативного суффикса -t(s)/-it(s), причём помимо контекста нет указания, какое локативное значение («в, около, под, на и» т. д.) имеется в виду. Существует ряд локативных корней, которые могут употребляться как независимо, так и в составе существительного, для более точного указания места: tākut «сверху», nīkān «перед», tetāut «в середине», shīpā «под», utāt «за» и др.
В языке нет прилагательных в нашем понимании — их роль играют глаголы, то есть высказывание «красный мяч» на языке монтанье-наскапи точнее переводится как «мяч обладает свойством красный» или «мяч, который красный» (tūwān kāmīkushit). Некоторые характеристики присоединяются к соответствующему существительному в форме аффикса (mishta-shīpū «большая река»).

### Глагол
В монтанье-наскапи три наклонения: изъявительное, условное и повелительное (independent, conjunct, imperative order) и два времени — нейтральное и претерит (прошедшее). Глагольные корни классифицируются по переходности (способности управлять прямым дополнением). Переходные глаголы дополнительно классифицируются по классу дополнения (одушевленное-неодушевленное), непереходные — по классу субъекта (подлежащего):
|              | одушевлённость                                                  | неодушевлённость                                                     |
| ------------ | --------------------------------------------------------------- | -------------------------------------------------------------------- |
| перех. гл.   | wāpamew «Он видит его» utāmwew «Он бьет его» muwew «Он ест его» | wāpātam «Он видит это» utāmaim «Он бьёт по этому» mīchu «Он ест это» |
| неперех. гл. | nipāw «Он спит» mīchishu «Он ест» mīkushiw «Он красный»         | chiwan «Идёт дождь» nīpin «Лето» mīkwāw «Это красное»                |

Агенс и пациенс кодируются личными префиксом и суффиксом, происходящими (как и посессивные аффиксы) из личных местоимений.
Как и в других алгонкинских языках, в монтанье-наскапи существует отчетливая иерархия лиц для переходных глаголов с одушевленным дополнением: 2-е лицо > 1-е лицо > 3-е лицо (проксиматив) > 3-е лицо (обвиатив). Если по этой иерархии агенс выше паценса, например, субъект в первом лице действует над объектом в третьем лице или субъект в третьем — над объектом во втором, личным префиксом будет ni- (1 л., ед. ч.), префикс более высокого по иерархии лица. В соответствии с этим, специальный суффикс маркирует глагольную форму как прямую или инверсивную.
Глагольное словообразование развито так же сильно, как образование существительных. Глаголы могут образоваться добавлением определённых абстрактных префиксов к глагольному корню, причем некоторые префиксы имеют грамматическое значение:
- ka- — маркер будущего времени: nika-pimūten «я буду ходить»;
- pā- — моральный долг: tshipā-uītamuāu «ты должен ему сказать»;
- pātshī- — возможность: nipātshī-uāpamāu «может быть, я его увижу»;
- uī- — желание, намерение, привычка: uī-atusseu «он собирается/хочет работать»;
- tshī- — маркер перфекта: nitshī-tūten «я уже это сделал»;
- tshī- — способность: tshī-tūtam «он может сделать это».

Существуют и более конкретные приставки. Их примером может служить добавление инструментального корня к переходному глаголу, например, pīku- «ломать»:
| pīku-nam   | «он ломает это» | «рукой»            |
| pīku-sham  | «он ломает это» | «оружием/нагревая» |
| pīku-aim   | «он ломает это» | «инструментом»     |
| pīku-titāw | «он ломает это» | «уронив»           |

Существуют также различные словоизменительные глагольные префиксы, уточняющие значение глагола:
1. chī- — возможность: chī-nipāw «он может спать»;
2. wī- — желание: wī-nipāw «он хочет спать»;
3. mishta- — «много, большой»: mishta-michishu «он много ест»;
4. machi- — «плохо»: machi-atussew «он плохо работает»;
5. pūn- — «прекращать»: pūn-atussew «он перестает работать».

## Лексические особенности
В монтанье-наскапи развита лексика, связанная с животными (их поведение, техника охоты на них, обработка мяса и шкур) и с их землёй. По сравнению с английским и другими языками, монтанье-наскапи богат обозначениями природных объектов. К примеру, существует слово shākaikan «озеро», однако оно используется значительно реже, чем такие более точные выражения, как massekwākamāw «это болотистое озеро», wāshākamāw «это озеро с плотиной», timiyākamāw «это озеро с глубоким дном», chishkāywākamāw «это озеро с крутым дном».
Что касается терминов родства, существует три слова для братьев и сестёр: ustesha «его старший брат», umisha «его старшая сестра», ushiima «его младший брат/младшая сестра».